# جژواک
جژواک (به صربی: Ješevac) یک کوه در صربستان است که در Central Serbia واقع شده‌است. جژواک ۹۰۲ متر بالاتر از سطح دریا واقع شده‌است.